# Альфонс де Вінтер
Альфонс Франсуа Мари де Вінтер (фр. Alphonse François Marie De Winter, 12 вересня 1908, Антверпен — 7 липня 1997) — бельгійський футболіст, що грав на позиції півзахисника за клуб «Беєрсхот», а також національну збірну Бельгії. По завершенні ігрової кар'єри — тренер.
Дворазовий чемпіон Бельгії. 

## Клубна кар'єра
У футболі дебютував 1928 року виступами за команду «Беєрсхот», кольори якої і захищав протягом усієї своєї кар'єри гравця, що тривала дванадцять років. За цей час двічі став чемпіоном Бельгії.
| Дата       | Місто      | Господарі  | Результат | Гості      | Турнір             | Голи | Примітки |
| ---------- | ---------- | ---------- | --------- | ---------- | ------------------ | ---- | -------- |
| 30.05.1935 | Брюссель   | Бельгія    | 2 – 2     | Швейцарія  | товариський матч   | -    | 20'      |
| 03.05.1936 | Брюссель   | Бельгія    | 1 – 1     | Нідерланди | товариський матч   | -    |          |
| 09.05.1936 | Брюссель   | Бельгія    | 3 – 2     | Англія     | товариський матч   | -    |          |
| 24.05.1936 | Базель     | Швейцарія  | 1 – 1     | Бельгія    | товариський матч   | -    |          |
| 21.02.1937 | Брюссель   | Бельгія    | 3 – 1     | Франція    | товариський матч   | -    |          |
| 04.04.1937 | Антверпен  | Бельгія    | 2 – 1     | Нідерланди | товариський матч   | -    |          |
| 18.04.1937 | Брюссель   | Бельгія    | 1 – 2     | Швейцарія  | товариський матч   | -    |          |
| 25.04.1937 | Ганновер   | Німеччина  | 1 – 0     | Бельгія    | товариський матч   | -    |          |
| 02.05.1937 | Роттердам  | Нідерланди | 1 – 0     | Бельгія    | товариський матч   | -    |          |
| 06.06.1937 | Белград    | Югославія  | 1 – 1     | Бельгія    | товариський матч   | -    |          |
| 10.06.1937 | Бухарест   | Румунія    | 2 – 1     | Бельгія    | товариський матч   | -    |          |
| 30.01.1938 | Париж      | Франція    | 5 – 3     | Бельгія    | товариський матч   | -    |          |
| 27.02.1938 | Роттердам  | Нідерланди | 7 – 2     | Бельгія    | товариський матч   | -    |          |
| 13.03.1938 | Люксембург | Люксембург | 2 – 3     | Бельгія    | Відбір до ЧС 1938  | -    |          |
| 03.04.1938 | Антверпен  | Бельгія    | 1 – 1     | Нідерланди | Відбір до ЧС 1938  | -    |          |
| 08.05.1938 | Лозанна    | Швейцарія  | 0 – 3     | Бельгія    | товариський матч   | -    |          |
| 15.05.1938 | Мілан      | Італія     | 6 – 1     | Бельгія    | товариський матч   | -    |          |
| 29.05.1938 | Брюссель   | Бельгія    | 2 – 2     | Югославія  | товариський матч   | -    |          |
| 05.06.1938 | Коломб     | Франція    | 3 – 1     | Бельгія    | ЧС 1938 - 1-й етап | -    |          |
| Усього     |            | Матчів     | 19        |            | Голів              | 0    |          |

## Кар'єра тренера
Розпочав тренерську кар'єру, повернувшись до футболу після тривалої перерви, 1949 року, очоливши тренерський штаб клубу «Варегем».
Останнім місцем тренерської роботи був клуб «Беверен», головним тренером команди якого Альфонс де Вінтер був з 1950 по 1965 рік.
Помер 7 липня 1997 року на 89-му році життя.

## Титули і досягнення
- Чемпіон Бельгії (2):

«Беєрсхот»: 1937-1938, 1938-1939